# Mathilde Warnier
Pour les articles homonymes, voir Warnier.
Mathilde Warnier est une actrice, mannequin et chroniqueuse française, née le 2 octobre 1991 à Rosny-sous-Bois.
En 2011, elle se fait connaître lors d'un échange avec Nicolas Bedos sur le plateau de l'émission Au Field de la nuit, à laquelle elle assiste dans le public.

## Biographie
En 2009, après avoir obtenu son baccalauréat littéraire (options anglais renforcé, cinéma-audiovisuel) au lycée Rotrou de Dreux, elle s'inscrit en double licence philosophie-histoire de l'art à l'université Panthéon-Sorbonne. L'année suivante, elle quitte cette voie pour passer un BTS audiovisuel au lycée Suger. 
Le 21 octobre 2011, alors étudiante en 2e année de BTS, elle participe à l’émission Au Field de la nuit et y prend la parole pour commenter le livre dont Nicolas Bedos vient faire la promotion. L'auteur l'insulte violemment : « Tu vas pas me faire chier avec tes questions de merde, tu vas prendre ton micro, tu vas te le mettre dans le cul et tu fous le camp. [C’est ta façon] de la ramener, parce que t’as envie de faire de la télé, comme toutes les putes. » Ce à quoi elle répond aussitôt « Je sais pas qui est la plus pute entre vous et moi ». L'émission est diffusée le 14 novembre,.  
En 2013, elle devient l’une des égéries de Cacharel pour le parfum féminin Anaïs Anaïs. Elle fait la couverture du magazine Paulette en 2014. En septembre 2015, elle pose pour la marque de lingerie Miss Crofton,. Elle fait plusieurs publicités, notamment pour Évian et Carte Noire et tourne dans deux courts-métrages et un spot de prévention pour AIDES avant d'intégrer le casting de la série télévisée Au service de la France.
Le 5 septembre 2016, elle devient reporter du Petit Journal présenté par Cyrille Eldin sur Canal+, avant de quitter l'émission trois semaines plus tard. Elle annonce en même temps arrêter la télévision.

## Carrière
En 2019, elle interprète Louise Chartrain, une docteur française, dans la série télévisée The Widow.
En 2021, elle interprète Nadine Gires, la voisine du tueur en série Charles Sobhraj, dans la série télévisée Le Serpent.
En 2022, elle interprète Isabelle, une guide de ski française, dans le film Summit Fever (en) au côté de Freddie Thorp. Le film est tourné à une altitude de plus de 3 000 mètres.

## Filmographie

### Cinéma

#### Courts métrages
- 2014 : Les Papillons noirs d'Antoine Blanchet : Cléo
- 2014 : Vertiges d'Arnaud Dufeys
- 2020 : Lit de punaise d'Axel Würsten : Sarah
- 2020 : Partagé.e de Julien Vallon

#### Longs métrages
- 2014 : À toute épreuve d'Antoine Blossier : Maeva Belleda
- 2015 : Caprice d'Emmanuel Mouret : Virginie
- 2016 : Éternité de Trần Anh Hùng : Solange, à 20 ans
- 2017 : Les Garçons sauvages de Bertrand Mandico : 	Sloane
- 2019 : Curiosa de Lou Jeunet : Louise de Heredia
- 2022 : En corps de Cédric Klapisch : Mélodie Gautier
- 2022 : Summit Fever (en) de Julian Gilbey (en) : Isabelle

### Télévision
- 2015-2018 : Au service de la France : Sophie Mercaillon
- 2019 : The Widow : Louise Chartrain (saison 1, épisodes 3 et 4)
- 2019 : Engrenages : Soizic (saison 7, épisodes 5, 7, 9, 11 et 12)
- 2019 : Dynastie : Juliette (saison 2, épisode 14)
- 2019 :  World on Fire : Giulia (saison 1, épisode 6)
- 2021 : Le Serpent : Nadine Gires
- 2024 : The New Look : Marie Therese  (saison 1, épisodes 8 et 10)